# Giro d'Italia Women
Il Giro d'Italia Women (già Giro d'Italia internazionale femminile, Giro Donne, Giro Rosa e Giro d'Italia Donne) è una corsa a tappe femminile di ciclismo su strada che si svolge annualmente in Italia; è il più importante dei Grandi Giri del ciclismo femminile, e dal 2016 in poi è parte del calendario Women's World Tour, fatta eccezione per il 2021. Costituisce l'equivalente femminile del Giro d'Italia.

## Storia
Il Giro d'Italia femminile viene organizzato per la prima volta nel 1988, con la vittoria di Maria Canins. Nel 2013 l'organizzazione passa dalla EPINBIKE alla 4 Erre A.S.D., che ne rileva la gestione fino al 2016, cambiandone il nome in Giro Rosa.
Nel 2021 la gestione passa a Starlight/PMG Sport di Roberto Ruini, cambiando nome prima in Giro d'Italia Donne e poi, nel 2022, in Giro Donne.
Dal 2024 la società organizzatrice è RCS Sport che ne cambia il nome in Giro d'Italia Women.

## Maglie distintive
Le leader delle diverse classifiche vestono durante la gara particolari maglie distintive. Nell'edizione 2016 vengono messe in palio:
- La maglia rosa per la leader della classifica generale.
- La maglia rossa per la leader della classifica a punti. Fino al 2012 fu usata la maglia gialla, mentre dal 2012 al 2023 la maglia ciclamino.
- La maglia azzurra per la leader della classifica scalatori. Fino al 2023 fu usata la maglia verde.
- La maglia bianca per la leader della classifica delle giovani.

Fino al 2023, fu usata maglia azzurra per la leader della classifica delle cicliste italiane.

## Albo d'oro
Aggiornato all'edizione 2025.
| Anno      | Vincitrice           | Seconda                | Terza                |
| --------- | -------------------- | ---------------------- | -------------------- |
| 1988      | Maria Canins         | Elizabeth Hepple       | Petra Rossner        |
| 1989      | Roberta Bonanomi     | Aleksandra Koljaseva   | Tea Vyksted Nyman    |
| 1990      | Catherine Marsal     | Maria Canins           | Kathryn Watt         |
| 1991-1992 | non disputato        | non disputato          | non disputato        |
| 1993      | Lenka Ilavská        | Luzia Zberg            | Imelda Chiappa       |
| 1994      | Michela Fanini       | Kathryn Watt           | Luzia Zberg          |
| 1995      | Fabiana Luperini     | Luzia Zberg            | Roberta Bonanomi     |
| 1996      | Fabiana Luperini     | Alessandra Cappellotto | Imelda Chiappa       |
| 1997      | Fabiana Luperini     | Linda Jackson          | Edita Pučinskaitė    |
| 1998      | Fabiana Luperini     | Linda Jackson          | Barbara Heeb         |
| 1999      | Joane Somarriba      | Svetlana Bubnenkova    | Daniela Veronesi     |
| 2000      | Joane Somarriba      | Alessandra Cappellotto | Valentina Polchanova |
| 2001      | Nicole Brändli       | Diana Žiliūtė          | Edita Pučinskaitė    |
| 2002      | Svetlana Bubnenkova  | Zinaida Stahurskaja    | Diana Žiliūtė        |
| 2003      | Nicole Brändli       | Edita Pučinskaitė      | Joane Somarriba      |
| 2004      | Nicole Cooke         | Fabiana Luperini       | Priska Doppmann      |
| 2005      | Nicole Brändli       | Joane Somarriba        | Edita Pučinskaitė    |
| 2006      | Edita Pučinskaitė    | Nicole Brändli         | Susanne Ljungskog    |
| 2007      | Edita Pučinskaitė    | Nicole Brändli         | María Isabel Moreno  |
| 2008      | Fabiana Luperini     | Amber Neben            | Claudia Häusler      |
| 2009      | Claudia Häusler      | Mara Abbott            | Nicole Brändli       |
| 2010      | Mara Abbott          | Judith Arndt           | Tatiana Guderzo      |
| 2011      | Marianne Vos         | Emma Pooley            | Judith Arndt         |
| 2012      | Marianne Vos         | Emma Pooley            | Evelyn Stevens       |
| 2013      | Mara Abbott          | Tatiana Guderzo        | Claudia Häusler      |
| 2014      | Marianne Vos         | Pauline Ferrand-Prévot | Anna van der Breggen |
| 2015      | Anna van der Breggen | Mara Abbott            | Megan Guarnier       |
| 2016      | Megan Guarnier       | Evelyn Stevens         | Anna van der Breggen |
| 2017      | Anna van der Breggen | Elisa Longo Borghini   | Annemiek van Vleuten |
| 2018      | Annemiek van Vleuten | Ashleigh Moolman       | Amanda Spratt        |
| 2019      | Annemiek van Vleuten | Anna van der Breggen   | Amanda Spratt        |
| 2020      | Anna van der Breggen | Katarzyna Niewiadoma   | Elisa Longo Borghini |
| 2021      | Anna van der Breggen | Ashleigh Moolman       | Demi Vollering       |
| 2022      | Annemiek van Vleuten | Marta Cavalli          | Mavi García          |
| 2023      | Annemiek van Vleuten | Juliette Labous        | Gaia Realini         |
| 2024      | Elisa Longo Borghini | Lotte Kopecky          | Neve Bradbury        |
| 2025      | Elisa Longo Borghini | Marlen Reusser         | Sarah Gigante        |

## Statistiche
Vittorie finali
5 vittorie:  Fabiana Luperini
4 vittorie:  Anna van der Breggen,   Annemiek van Vleuten
3 vittorie:  Nicole Brändli,  Marianne Vos
2 vittorie:  Joane Somarriba,  Edita Pučinskaitė,  Mara Abbott,  Elisa Longo Borghini
Podi finali
7 podi:  Anna van der Breggen
6 podi:  Fabiana Luperini,  Edita Pučinskaitė,  Nicole Brändli
5 podi:  Annemiek van Vleuten
4 podi:  Joane Somarriba,  Mara Abbott,  Elisa Longo Borghini
Vittorie di tappa
32 tappe:  Marianne Vos
18 tappe:  Petra Rossner
16 tappe:  Annemiek van Vleuten
15 tappe:  Fabiana Luperini
13 tappe:  Ina-Yoko Teutenberg
10 tappe:  Diana Žiliūtė
Classifica a punti
7 successi:  Marianne Vos
Classifica gran premi della montagna
5 successi:  Fabiana Luperini
Classifica giovani
2 successi:  Nicole Brändli,  Katarzyna Niewiadoma,  Niamh Fisher-Black
Vittorie per nazione
11 vittorie:  Paesi Bassi
10 vittorie:  Italia
3 vittorie:  Svizzera,  Stati Uniti
2 vittorie:  Spagna,  Lituania
1 vittoria:  Francia,  Slovacchia,  Russia,  Gran Bretagna,  Germania